# Seaside Woman
Singles de Linda McCartney & Wings
Maybe I'm Amazed
(1977) Mull of Kintyre
(1978)
Seaside Woman est une chanson écrite et chantée par Linda McCartney et les Wings parue en single en 1977 sous le pseudonyme de Suzy and the Red Stripes. C'est l'unique single des Wings sorti sous ce nom avec le bien nommé B-Side to Seaside en face B.
Linda expliqua que le pseudonyme de "Suzy and the Red Stripes" était l'association (a) du surnom "Suzy" qui lui avait été donné en Jamaïque en référence à la version reggae du titre Suzy Q alors à la mode, et (b) de la bière jamaïcaine Red Stripe.

## Genèse
Lors d'une interview en 1974, Linda déclare qu'elle a écrit cette chanson pendant un séjour de la famille McCartney en Jamaïque en 1971 "alors que ATV me disait incapable d'écrire une chanson, Paul dit : 'Partons et écris une chanson'."  
Wings joua d'abord Seaside Woman en concert pendant le Wings University Tour de  février 1972, puis l'enregistra pendant les sessions de Red Rose Speedway le 27 novembre 1972.  La face B a été enregistrée en février 1977, et consiste en "une suite d'accords que j'ai écrits en Afrique, et nous parlons par-dessus".

## Publications
Seaside Woman est publié par Epic Records aux États-Unis trois ans plus tard, le 31 mai 1977. Deux ans après, le 18 août 1979, il est publié par A&M Records au Royaume-Uni avec une pochette présentant des rayures diagonales rouges sur la couverture et circulaires sur l'étiquette, et un "coffret" spécial incluant 10 cartes postales du bord de mer « grivoises ». En 1986, il est réédité par EMI dans une version 12" plus longue. 
À sa sortie, Seaside Woman atteint la 59e place aux États-Unis, mais n'entre pas dans les charts au Royaume-Uni.
En 1998, le single sera inclus dans l'album posthume de Linda, Wide Prairie.

## Dessin animé
Un dessin animé représentant une jeune jamaïcaine et ses parents qui tendent des lignes de pêche en Jamaïque illustre la chanson. Il a gagné la Palme d'or du court métrage au Festival de Cannes en 1980. Le cartoon est sorti sur la VHS de Rupert and the Frog, ainsi que Oriental Nightfish. Il a été ré-édité en DVD en 2004 (sans Oriental Nightfish) sur Tales of Wonder Music and Animation Classics.

## Personnel
- Linda McCartney : chant, piano électrique, chœurs
- Paul McCartney : basse, chant, chœurs
- Denny Laine : piano, guitare, chœurs
- Henry McCullough : guitare
- Denny Seiwell : batterie